# 祖原
祖原（そはら）は、福岡県福岡市早良区にある地名。丁目の設定がない単独町名であり、全域で住居表示を施行している。面積は13.94ヘクタール。2022年9月末現在の人口は2,568人。郵便番号は814-0005。

## 地理
福岡市の中心とされる中央区天神の西南西約4キロメートル、早良区の北部に位置し、その中心部の一つである西新と西及び北で隣接し、東で城西及び曙と、南で昭代と、南西角で高取と隣接している。東側の早良街道沿線は西新と連続して商業施設が多く立地し、そのほかの地域は概ね閑静な住宅街になっている。

### 都市計画
都市計画に関しては、「福岡市都市計画マスタープラン」において定められた方針については次のとおりである。交通ネットワークとして都市の骨格となる早良街道の沿道は、商業、業務、サービス施設や中高層住宅などが連続した「都市軸」に位置付けられている。祖原は「西部広域拠点」（藤崎、西新及びシーサイドももちを合わせた副都心としての地域）の南側外縁部に位置し、住宅地としては、中層住宅や高層住宅で形成される「中高層住宅ゾーン」として位置づけられ、良好な住環境の保全、形成などがまちづくりの視点とされている。用途地域は次のとおりである。北東部の一角は北側の西新と一体的に商業地域に、東側の早良街道の道路境界線から西側概ね30メートルの範囲は近隣商業地域、これ以外の範囲は第一種住居地域に指定されている。

## 歴史

### 町域の変遷
| 住居表示実施後 | 実施年月日         | 住居表示実施前（各大字の一部）                     |
| -------------- | ------------------ | -------------------------------------------------- |
| 祖原           | 1969年（昭和44年） | 下ノ田町・中田町・上野町・麁原1番丁〜4番丁・西新町 |

## 人口
昭代一丁目から三丁目までを合わせた人口の推移を福岡市の住民基本台帳（公称町別）に基づき示す（単位：人）。集計時点は各年9月末現在である。
- 2001年（平成13年）：2,343
- 2002年（平成14年）：2,352
- 2003年（平成15年）：2,405
- 2004年（平成16年）：2,429
- 2005年（平成17年）：2,396
- 2006年（平成18年）：2,374
- 2007年（平成19年）：2,374
- 2008年（平成20年）：2,369
- 2009年（平成21年）：2,366
- 2010年（平成22年）：2,393
- 2011年（平成23年）：2,382
- 2012年（平成24年）：2,369
- 2013年（平成25年）：2,367
- 2014年（平成26年）：2,423
- 2015年（平成27年）：2,491
- 2016年（平成28年）：2,504
- 2017年（平成29年）：2,500
- 2018年（平成30年）：2,511
- 2019年（令和元年）：2,505
- 2020年（令和2年）：2,523
- 2021年（令和3年）：2,566
- 2022年（令和4年）：2,568

## 主な施設

### 公共・公益施設
祖原には次の法務局があり、周辺には司法書士事務所、行政書士事務所、測量事務所等が多数立地している。
- 福岡法務局西新出張所[注釈 1]

公共・公益施設の写真
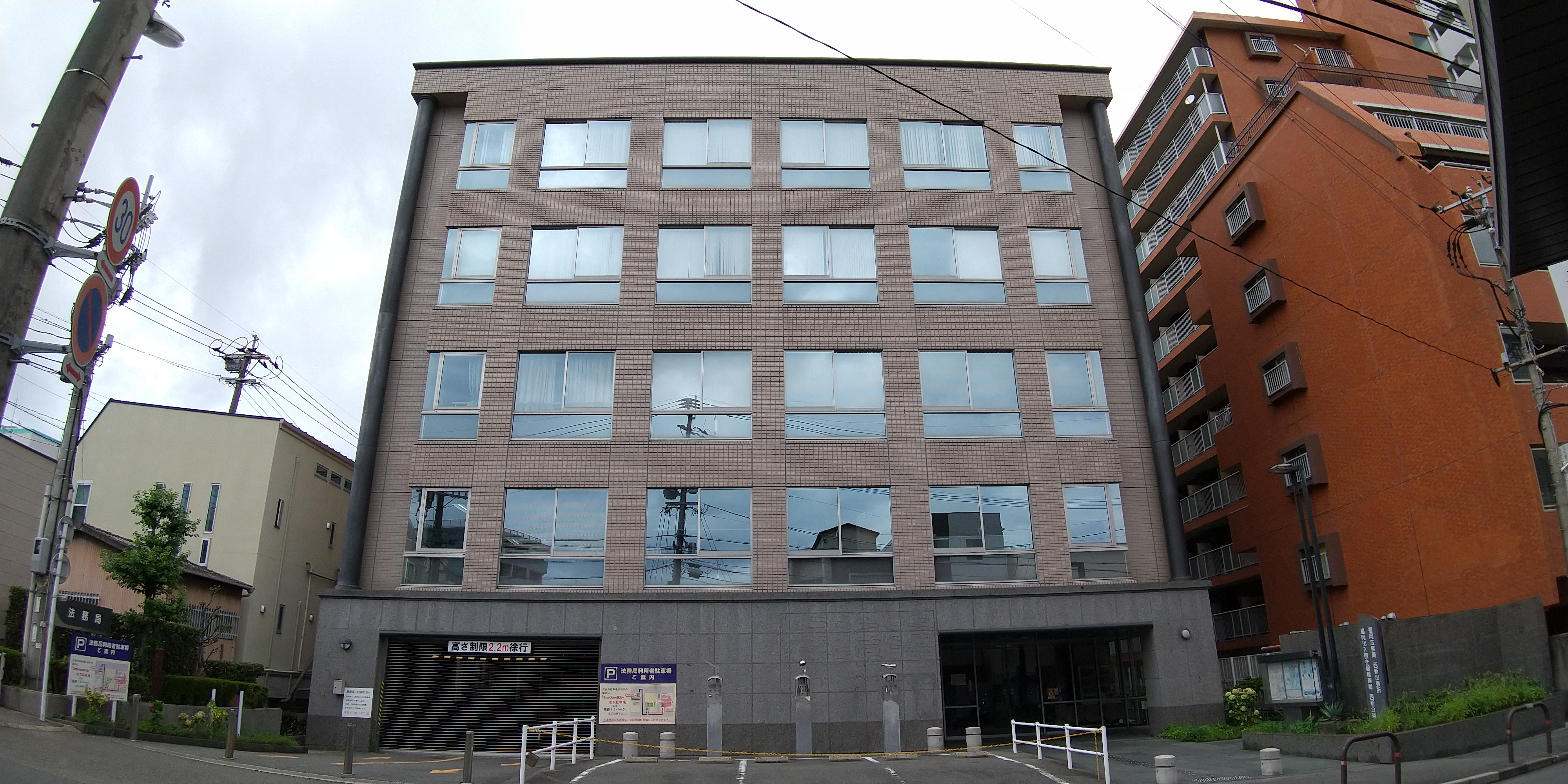
福岡法務局西新出張所

### 公園・緑地等
- 高取公園[注釈 2]

※なお、祖原公園は隣接する昭代に存する。

公園・緑地等の写真
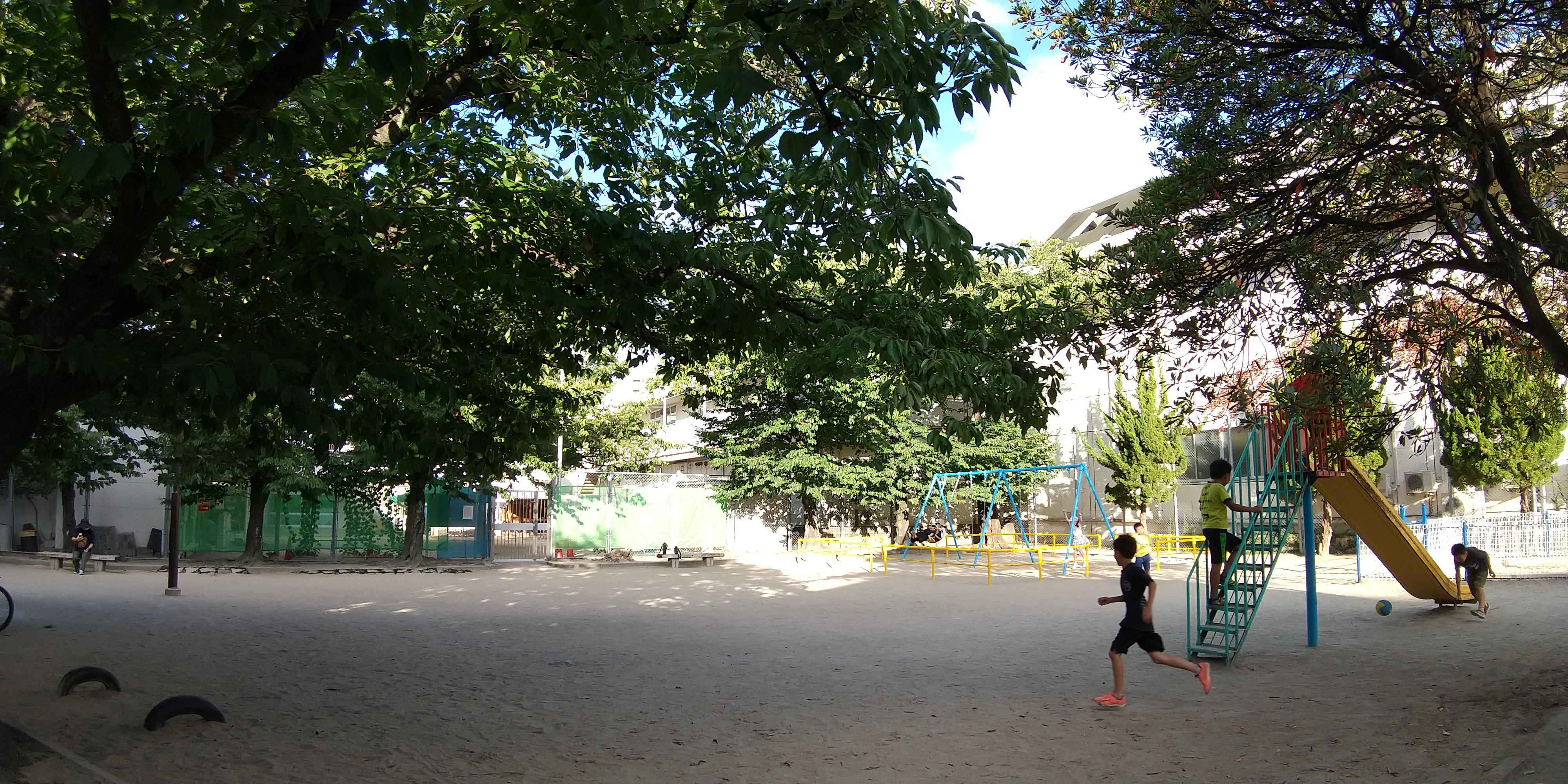
高取公園

### 医療・福祉施設
- 福岡大学西新病院（旧・福岡市医師会成人病センター) [注釈 3]

医療・福祉施設の写真
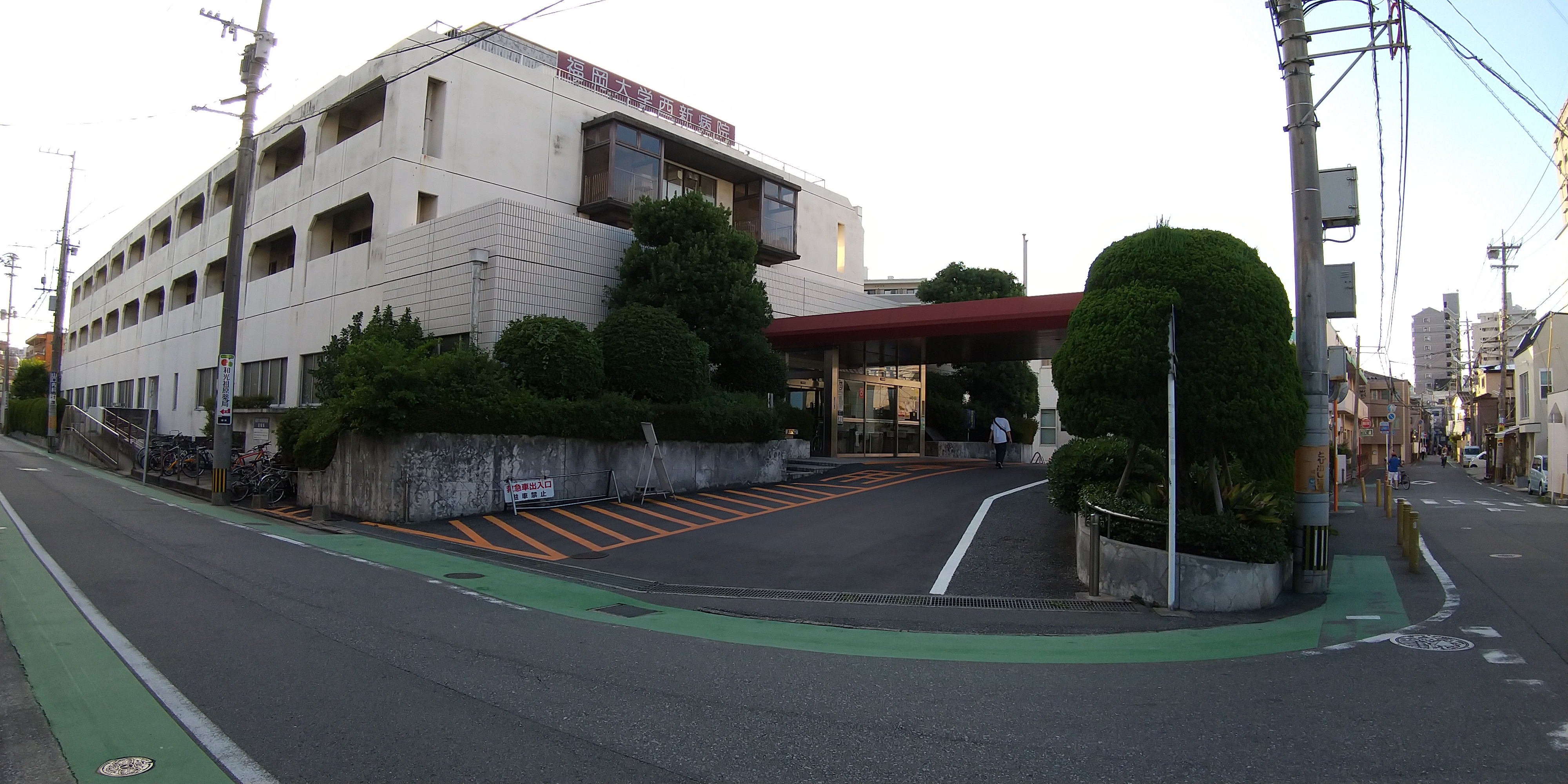
福岡大学西新病院

### 教育施設
- 福岡医療専門学校
- 福岡柔道整復専門学校
- 福岡医療リハビリテーション専門学校

教育施設の写真
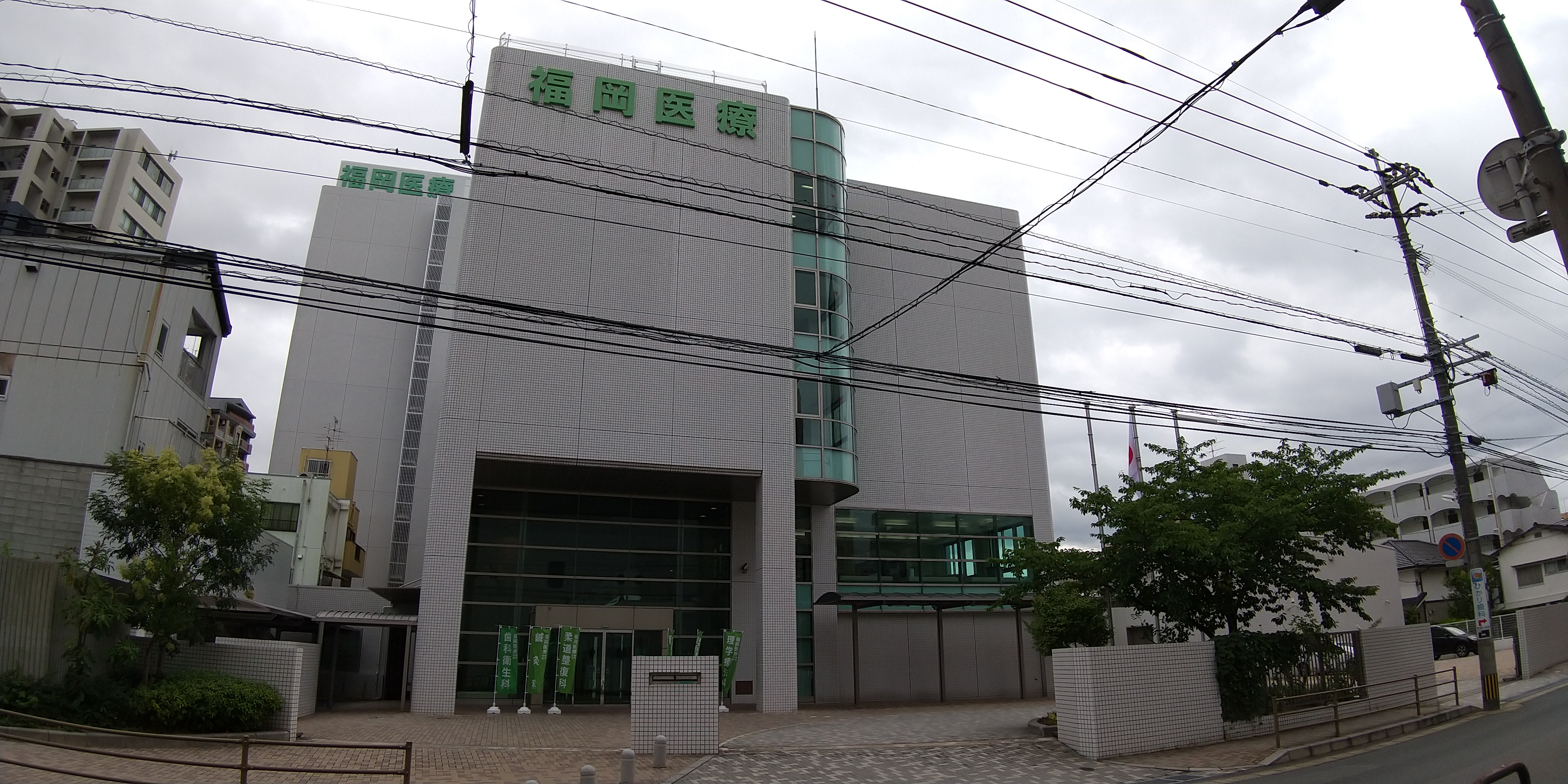
福岡医療専門学校（祖原3番1号）

### 商業施設
- 西新テングッドシティ - 1972年（昭和47年）に布団のてんぐ屋がこの地に天狗屋ビルを建設、1973年（昭和48年）にデパート「福岡ニチイ西新店」[11][12]、1991年（平成3年）にファッションビル「西新VIVRE」となる[12]。2000年（平成12年）に閉店。その後解体され、住居・商業複合施設「SAVOY 西新テングッドシティ」（現：TenGoodCity SAVOY）が開業[12]。ハローデイなどが入居している。

## 小・中学校の通学区
全域とも福岡市立高取小学校・福岡市立高取中学校の通学区

## 名所・旧跡
- 顯乗寺（けんじょうじ）[注釈 4]
- 麁原山地蔵堂[注釈 5]

名所・旧跡の写真
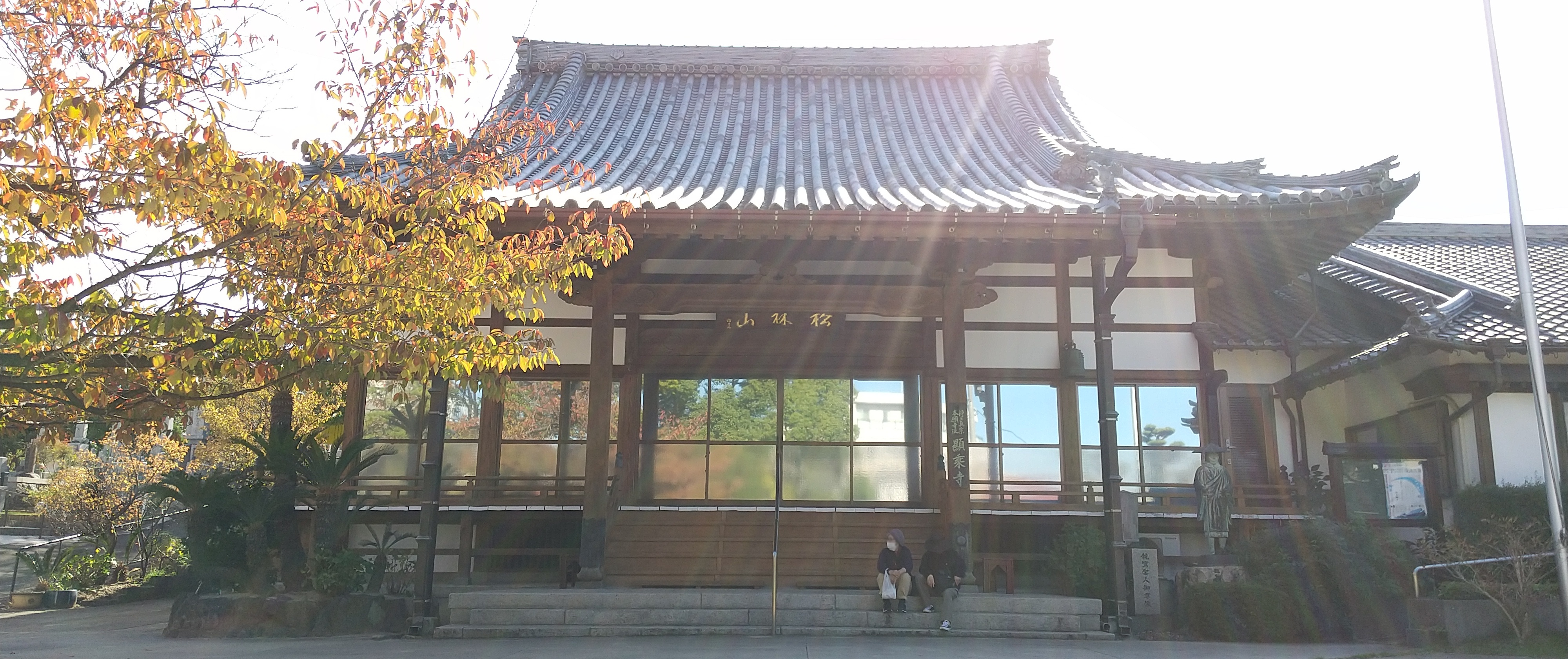
顯乗寺
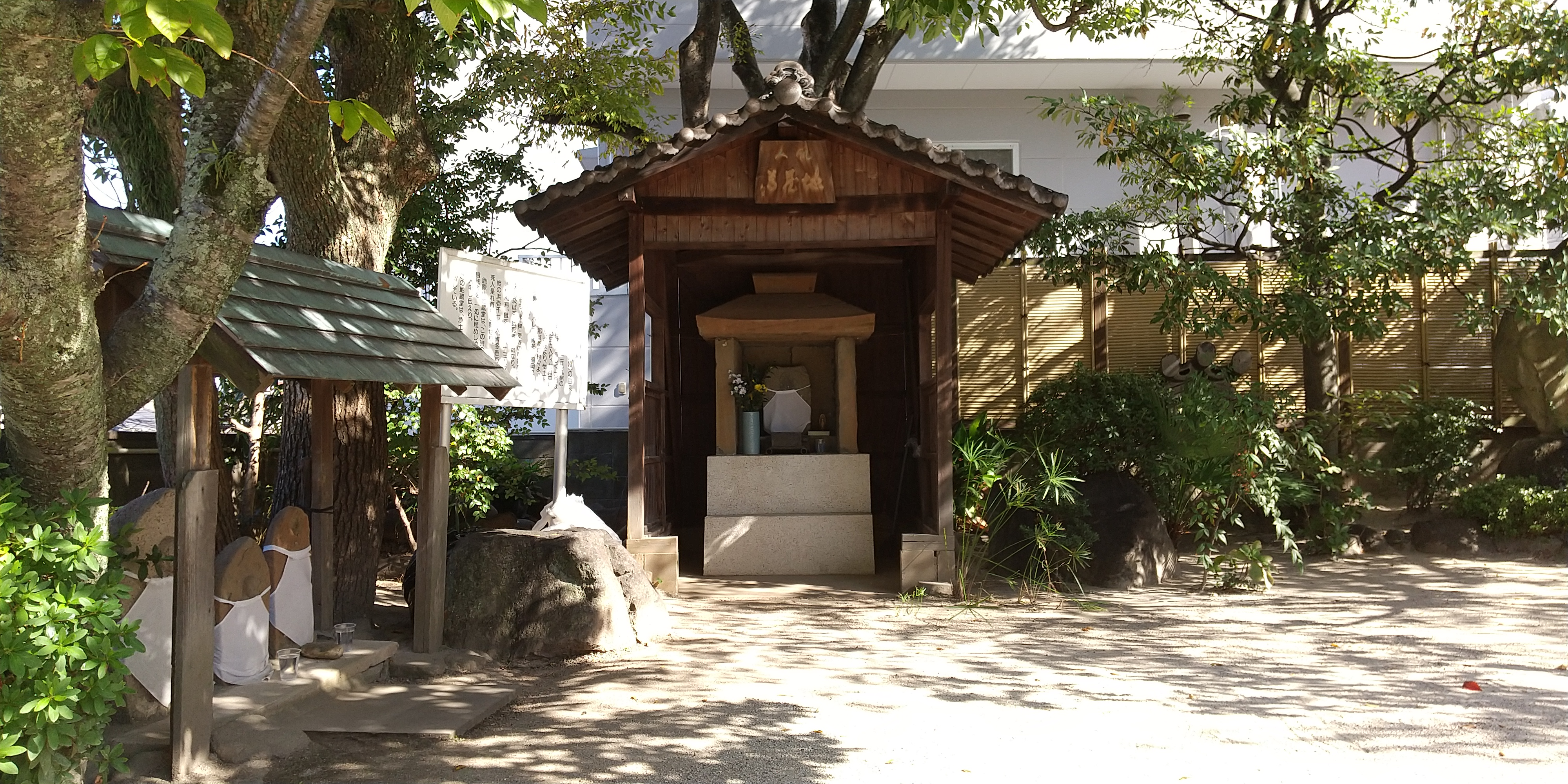
麁原山地蔵堂

## 交通

### 道路
主な幹線道路は次の通り。
- 早良街道（旧国道263号線）

- 鳥飼藤崎線

### 鉄道
町域内には鉄道は通っていない。最寄りの鉄道駅は福岡市交通局が運営する福岡市地下鉄空港線の次の駅である。
- 西新駅（距離は道程で約0.3から1.0キロメートル）

### バス
バスについては、西日本鉄道株式会社が運営するバスが運行しており、次の停留所がある。
- 祖原
- 城西三丁目